# Nuoto ai XXI Giochi del Commonwealth
Le competizioni di nuoto ai XXI Giochi del Commonwealth si sono svolte dal 5 al 10 aprile 2018.

## Medagliere
| Posiz. | Nazione       | Oro | Argento | Bronzo | Totale |
| ------ | ------------- | --- | ------- | ------ | ------ |
| 1      | Australia     | 28  | 21      | 24     | 73     |
| 2      | Inghilterra   | 9   | 10      | 5      | 24     |
| 3      | Sudafrica     | 6   | 3       | 3      | 12     |
| 4      | Canada        | 3   | 11      | 6      | 20     |
| 5      | Nuova Zelanda | 2   | 0       | 1      | 4      |
| 6      | Scozia        | 1   | 4       | 4      | 9      |
| 7      | Galles        | 1   | 1       | 3      | 5      |
| 8      | Giamaica      | 0   | 1       | 0      | 1      |
| 8      | Galles        | 0   | 1       | 0      | 1      |
| 10     | Singapore     | 0   | 0       | 1      | 1      |
| Totale | Totale        | 50  | 52      | 47     | 149    |

## Podi

### Maschile
| Evento                             | Oro                                                                                   | Tempo    | Argento                                                                                              | Tempo    | Bronzo                                                                                                  | Tempo    |
| Stile libero                       |                                                                                       |          | |          | |          |
| 50m stile libero                   | Benjamin Proud                                                                        | 21"35    | Brad Tandy                                                                                           | 21"81    | Cameron McEvoy                                                                                          | 21"92    |
| 50m stile libero S7/S8 Paralimpico | Matthew Levy                                                                          | 28"60    | Christian Sadie                                                                                      | 29"65    | Wei Soong Toh                                                                                           | 29"83    |
| 100m stile libero                  | Duncan Scott                                                                          | 48"02    | Chad le Clos Kyle Chalmers                                                                           | 48"15    | n.a. | -        |
| 100m stile libero S9 Paralimpico   | Timothy Disken                                                                        | 56"07    | Lewis White                                                                                          | 56"77    | Brenden Hall                                                                                            | 56"90    |
| 200m stile libero                  | Kyle Chalmers                                                                         | 1'45"56  | Mack Horton                                                                                          | 1'45"89  | Duncan Scott                                                                                            | 1'46"30  |
| 200m stile libero S14 Paralimpico  | Thomas Hamer                                                                          | 1'55"88  | Liam Schluter                                                                                        | 1'56"23  | Daniel Fox                                                                                              | 1'58"26  |
| 400m stile libero                  | Mack Horton                                                                           | 3'43"76  | Jack McLoughlin                                                                                      | 3'45"21  | James Guy                                                                                               | 3'45"32  |
| 1500m stile libero                 | Jack McLoughlin                                                                       | 14'47"09 | Daniel Jervis                                                                                        | 14'48"67 | Mack Horton                                                                                             | 14'51"05 |
| Dorso                              |                                                                                       |          | |          | |          |
| 50m dorso                          | Mitch Larkin                                                                          | 24"68    | Benjamin Treffers                                                                                    | 24"84    | Zac Incerti                                                                                             | 25"06    |
| 100m dorso                         | Mitch Larkin                                                                          | 53"18    | Bradley Woodware                                                                                     | 53"95    | Markus Thormeyer                                                                                        | 54"14    |
| 100m dorso SB8/SB9 Paralimpico     | Brenden Hall                                                                          | 1'04"73  | Timothy Hodge                                                                                        | 1'04"99  | Logan Powell                                                                                            | 1'05"29  |
| 200m dorso                         | Mitch Larkin                                                                          | 1'56"10  | Bradley Woodware                                                                                     | 1'56"57  | Josh Beaver                                                                                             | 1'57"04  |
| Rana                               |                                                                                       |          | |          | |          |
| 50m rana                           | Cameron van der Burgh                                                                 | 26"58    | Adam Peaty                                                                                           | 26"62    | James Wilby                                                                                             | 27"37    |
| 100m rana                          | Adam Peaty                                                                            | 58"84    | James Wilby                                                                                          | 59"43    | Cameron van der Burgh                                                                                   | 59"44    |
| 100m rana SB8/SB9 Paralimpico      | Timothy Disken                                                                        | 1'12"42  | Timothy Hodge                                                                                        | 1'15"80  | Blake Cochrane                                                                                          | 1'18"5   |
| 200m rana                          | James Wilby                                                                           | 2'08"05  | Ross Murdoch                                                                                         | 2'08"32  | Matt Wilson                                                                                             | 2'08"64  |
| Farfalla                           |                                                                                       |          | |          | |          |
| 50m farfalla                       | Chad le Clos                                                                          | 23"37    | Dylan Carter                                                                                         | 23"67    | Ryan Coetzee                                                                                            | 23"73    |
| 100m farfalla                      | Chad le Clos                                                                          | 23"37    | James Guy                                                                                            | 23"67    | Grant Irvine                                                                                            | 51"50    |
| 200m farfalla                      | Chad le Clos                                                                          | 1'54"00  | David Morgan                                                                                         | 1'56"36  | Duncan Scott                                                                                            | 1'56"60  |
| Misti                              |                                                                                       |          | |          | |          |
| 200m misti                         | Mitch Larkin                                                                          | 1'57"67  | Duncan Scott                                                                                         | 1'57"86  | Clyde Lewis                                                                                             | 1'58"18  |
| 200m misti SM8 Paralimpico         | Jesse Aungles                                                                         | 2'30"77  | Blake Cochrane                                                                                       | 2'32"72  | Philippe Vachon                                                                                         | 2'34"03  |
| 400m misti                         | Clyde Lewis                                                                           | 4'13"12  | Mark Szaranek                                                                                        | 4'13"72  | Lewis Clareburt                                                                                         | 4'14"42  |
| Staffette                          |                                                                                       |          | |          | |          |
| 4x100 stile libero                 | Australia Cameron McEvoy James Magnussen Jack Cartwright Kyle Chalmers James Roberts* | 3'12"96  | Inghilterra David Cumberlidge Benjamin Proud Jarvis Parkinson James Guy Elliot Clogg* Cameron Kurle* | 3'15"25  | Scozia Duncan Scott Jack Thorpe Kieran McGukin Stephen Milne Craig McLean* Scott McLay* Daniel Wallace* | 3'15"86  |
| 4x200 stile libero                 | Australia Alexander Graham Kyle Chalmers Elijah Winnington Mack Horton                | 7'05"97  | Inghilterra Cameron Kurle Nicholas Grainger Jarvis Parkinson James Guy                               | 7'08"57  | Scozia Stephen Milne Duncan Scott Daniel Wallace Mark Szaranek                                          | 7'09"89  |
| 4x100 misti                        | Australia Mitch Larkin Jake Packard Grant Irvine Kyle Chalmers                        | 3'31"04  | Inghilterra Luke Greenbank Adam Peaty James Guy Benjamin Proud                                       | 3'31"13  | Sudafrica Calvyn Justus Cameron van der Burgh Chad le Clos Brad Tandy                                   | 3'34"79  |

### Femminile
| Evento                             | Oro                                                               | Tempo   | Argento                                                       | Tempo   | Bronzo                                                                           | Tempo         |
| Stile libero                       |                                                                   |         |                                                               |         |                                                                                  |               |
| 50m stile libero                   | Cate Campbell                                                     | 23"78   | Bronte Campbell Taylor Ruck                                   | 24"26   | Non assegnato                                                                    | Non assegnato |
| 50m stile libero S7/S8 Paralimpico | Lakeisha Patterson                                                | 30"14   | Morgan Bird                                                   | 32"03   | Abigail Tripp                                                                    | 32"49         |
| 100m stile libero                  | Bronte Campbell                                                   | 52"27   | Cate Campbell                                                 | 52"69   | Taylor Ruck                                                                      | 53"08         |
| 100m stile libero S9 Paralimpico   | Lakeisha Patterson                                                | 1'03"02 | Alice Tai                                                     | 1'03"07 | Ellie Cole                                                                       | 1'03"36       |
| 200m stile libero                  | Taylor Ruck                                                       | 1'54"81 | Ariarne Titmus                                                | 1'54"85 | Emma McKeon                                                                      | 1'56"26       |
| 400m stile libero                  | Ariarne Titmus                                                    | 4'00"93 | Holly Hibbott                                                 | 4'05"31 | Eleanor Faulkner                                                                 | 4'07"35       |
| 800m stile libero                  | Ariarne Titmus                                                    | 8'20"02 | Jessica Ashwood                                               | 8'27"60 | Kiah Melverton                                                                   | 8'28"59       |
| Dorso                              |                                                                   |         |                                                               |         |                                                                                  |               |
| 50m dorso                          | Emily Seebohm                                                     | 27"78   | Kylie Masse                                                   | 27"82   | Georgia Davies                                                                   | 27"90         |
| 100m dorso                         | Kylie Masse                                                       | 58"63   | Emily Seebohm                                                 | 58"66   | Taylor Ruck                                                                      | 58"97         |
| 100m dorso S9 Paralimpico          | Alice Tai                                                         | 1:08"7  | Ellie Cole                                                    | 1:11"51 | Ashleigh Mcconnell                                                               | 1:15"93       |
| 200m dorso                         | Kylie Masse                                                       | 2'05"98 | Taylor Ruck                                                   | 2'06"42 | Emily Seebohm                                                                    | 2'06"82       |
| Rana                               |                                                                   |         |                                                               |         |                                                                                  |               |
| 50m rana                           | Sarah Vasay                                                       | 30"60   | Alia Atkinson                                                 | 30"76   | Leiston Pickett                                                                  | 30"78         |
| 100m rana                          | Tatjana Schoenmaker                                               | 1'06"41 | Kierra Smith                                                  | 1'07"05 | Georgia Bohl                                                                     | 1'07"22       |
| 100m rana SB8/SB9 Paralimpico      | Sophie Pascoe                                                     | 1'18"09 | Paige Leonhardt                                               | 1'18"81 | Madeleine Scott                                                                  | 1'19"98       |
| 200m rana                          | Tatjana Schoenmaker                                               | 2'22"02 | Molly Renshaw                                                 | 2'23"28 | Chloe Tutton                                                                     | 2'23"42       |
| Farfalla                           |                                                                   |         |                                                               |         |                                                                                  |               |
| 50m farfalla                       | Cate Campbell                                                     | 25"59   | Holly Barratt                                                 | 25"67   | Madeline Groves                                                                  | 25"69         |
| 50m farfalla S7 Paralimpico        | Eleanor Robinson                                                  | 35"72   | Sarah Mehain                                                  | 37"69   | Non assegnato                                                                    | Non assegnato |
| 100m farfalla                      | Emma McKeon                                                       | 56"78   | Madeline Groves                                               | 57"19   | Brianna Throssell                                                                | 57"30         |
| 200m farfalla                      | Alys Thomas                                                       | 2'05"45 | Laura Taylor                                                  | 2'07"39 | Emma McKeon                                                                      | 2'08"05       |
| Misti                              |                                                                   |         |                                                               |         |                                                                                  |               |
| 200m misti                         | Siobhan-Marie O'Connor                                            | 2'09"80 | Sarah Darcel                                                  | 2'11"14 | Erika Seltenreich-Hodgson                                                        | 2'11"17       |
| 200m misti SM10 Paralimpico        | Sophie Pascoe                                                     | 2'27"72 | Aurelie Rivard                                                | 2'31"79 | Katherine Downie                                                                 | 2'31"81       |
| 400m misti                         | Aimee Willmott                                                    | 4'34"90 | Hannah Miley                                                  | 4'35"16 | Blair Evans                                                                      | 4'38"23       |
| Staffette                          |                                                                   |         |                                                               |         |                                                                                  |               |
| 4x100 stile libero                 | Australia Shayna Jack Bronte Campbell Emma McKeon Cate Campbell   | 3'30"05 | Canada Alexia Zevnik Kayla Sanchez Penny Oleksiak Taylor Ruck | 3'33"92 | Inghilterra Siobhan-Marie O'Connor Freya Anderson Anna Hopkin Eleanor Faulkner   | 3'38"40       |
| 4x200 stile libero                 | Australia Emma McKeon Brianna Throssell Leah Neale Ariarne Titmus | 7'48"04 | Canada Penny Oleksiak Kayla Sanchez Rebecca Smith Taylor Ruck | 7'49"66 | Inghilterra Eleanor Faulkner Siobhan-Marie O'Connor Freya Anderson Holly Hibbott | 7'55"60       |
| 4x100 misti                        | Australia Emily Seebohm Georgia Bohl Emma McKeon Bronte Campbell  | 3'54"36 | Canada Kylie Masse Kierra Smith Penny Oleksiak Taylor Ruck    | 3'55"10 | Galles Georgia Davies Chloe Tutton Alys Thomas Kathryn Greenslade                | 4'00"75       |